# 1982 في المكسيك
فيما يلي قوائم الأحداث التي وقعت خلال عام 1982 في المكسيك.

## سياسة

### تعيين في المنصب
- 1 ديسمبر – ميغيل دي لا مدريد رئيس المكسيك.

### انتهاء فترة المنصب
- 30 نوفمبر – خوسيه لوبيز بورتيو رئيس المكسيك.

## مواليد

### فبراير
- 2 فبراير – أوزوالدو نوفوا ملاكم مكسيكي.
- 2 فبراير – ديفيد سانشيز ملاكم مكسيكي.
- 19 فبراير – إيل توريتو

### مارس
- 8 مارس – كات فون دي
- 12 مارس – لويس جيراردو مينديز ممثل مكسيكي.

### أبريل
- 1 أبريل – جيوفاني سيغورا ملاكم مكسيكي.

### مايو
- 29 مايو – روميل بيك لاعب كرة سلة أمريكي.

### أغسطس
- 11 أغسطس – ألفريدو أنغولو ملاكم مكسيكي.
- 28 أغسطس – إنريكي كولن ملاكم مكسيكي.

### سبتمبر
- 10 سبتمبر – رامون غارسيا هيراليس ملاكم مكسيكي.
- 10 سبتمبر – راؤول غارسيا ملاكم مكسيكي.
- 18 سبتمبر – الفريدو تالافيرا لاعب كرة قدم مكسيكي.
- 27 سبتمبر – عمر كوينتيرو لاعب كرة سلة مكسيكي.

### أكتوبر
- 15 أكتوبر – خيسوس سوتو كراس ملاكم مكسيكي.
- 19 أكتوبر – غونزالو بينديا لاعب كرة قدم مكسيكي.
- 27 أكتوبر – ليتزي

### نوفمبر
- 24 نوفمبر – إيفان هيرنانديز ملاكم مكسيكي.

### ديسمبر
- 17 ديسمبر – سيلفيريو أورتيز ملاكم مكسيكي.
- 22 ديسمبر – سين كارا مصارع محترف مكسيكي.

## وفيات

### أغسطس
- 12 أغسطس – سلفادور سانشيز (مواليد 1959) ملاكم مكسيكي.